# 11:55
《11:55》는 미국에서 제작된 벤 스나이더 감독의 범죄, 드라마 영화이다. 빅토르 알만자르 등이 주연으로 출연하였고, 2017년 6월 9일에 개봉하였다.

## 출연

### 주연
- 빅토르 알만자르
- 셜리 루미에르크

### 조연
- 엘리자베스 로드리게즈
- 로빈 드 지저스
- 도미닉 콜론
- 존 레귀자모